# Copidita ogloblini
Copidita ogloblini es una especie de coleóptero de la familia Oedemeridae.

## Distribución geográfica
Habita en Argentina.